# Scrophularia crassicaulis
Scrophularia crassicaulis är en flenörtsväxtart som beskrevs av Pierre Edmond Boissier. Scrophularia crassicaulis ingår i släktet flenörter, och familjen flenörtsväxter. Inga underarter finns listade i Catalogue of Life.